# Pagancillo
Pagancillo es una localidad argentina del Departamento Coronel Felipe Varela, Provincia de La Rioja.
Se encuentra en el pK 86 de la ruta nacional 76.
Por su proximidad a los puntos de interés turístico como el parque nacional Talampaya y la Cuesta de Miranda (tramo de cornisa de la mítica ruta 40) es un buen lugar para alojarse y aprovisionarse.

## Geografía

### Población
Cuenta con 861 habitantes (Indec, 2010), lo que representa un descenso del 9% frente a los 951 habitantes (Indec, 2001) del censo anterior.
| Gráfica de evolución demográfica de Pagancillo entre 1991 y 2010 |
|                                                                  |
| Fuente: Censos nacionales del INDEC                              |

### Sismicidad
La sismicidad de la región de La Rioja es frecuente y de intensidad baja, y un silencio sísmico de terremotos medios a graves cada 30 años en áreas aleatorias. Sus últimas expresiones se produjeron:
- 12 de abril de 1899 (126 años), a las 16.10 UTC-3 con 6,4 Richter; como en toda localidad sísmica, aún con un silencio sísmico corto, se olvida la historia de otros movimientos sísmicos regionales (terremoto de La Rioja de 1899)
- 24 de octubre de 1957 (67 años), a las 22.07 UTC-3 con 6,0 Richter (terremoto de Villa Castelli de 1957): además de la gravedad física del fenómeno se unió el olvido de la población a estos eventos recurrentes
- 28 de mayo de 2002 (22 años), a las 0.03 UTC-3, con 6,0 escala Richter (terremoto de La Rioja de 2002)[1]

## Lugares turísticos

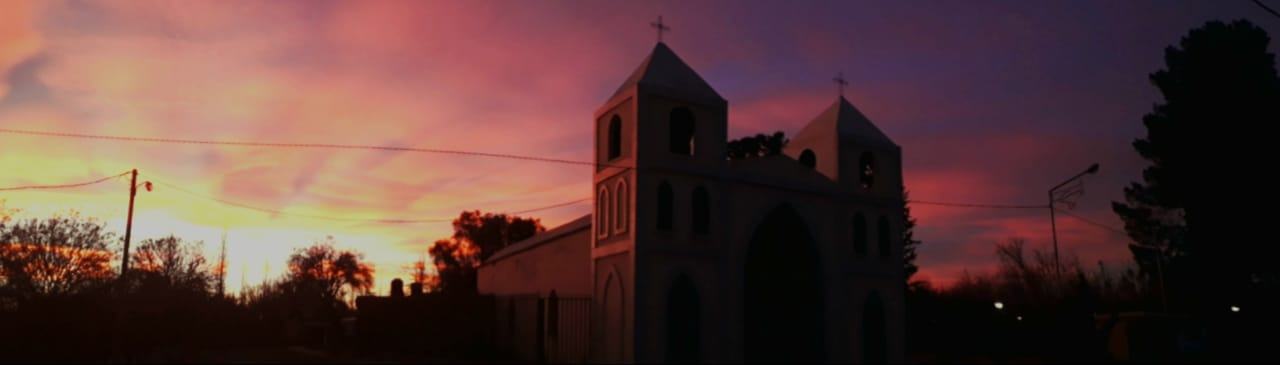
Iglesia de nuestra señora de la Merced

Iglesia de nuestra señora de la Merced.
Río Pagancillo
Talampaya
- Coord. geográficas e imágenes satelitales

- Datos: Q5480855
- Multimedia: Pagancillo / Q5480855